# William C. McDonald
William Calhoun McDonald, né le 25 juillet 1858 à Jordanville dans l'État de New York, et mort 11 avril 1918 à El Paso dans le Texas, est un homme politique américain, premier gouverneur de l'État du Nouveau-Mexique de 1912 à 1917.

## Biographie

### Jeunesse
McDonald est né à Jordanville, dans l'État de New York, où il a grandi. Il étudie au Cazenovia Seminary (en) avant de poursuivre des études de droit et d'enseigner à l'école primaire dans l'État de New York. En 1878, il déménage à Fort Scott, au Kansas, où il devient apprenti dans les bureaux de l'avocat Joseph S. Lorrence. Il est admis au barreau en 1880 et, cette même année, il se rend dans le comté de Lincoln, au Nouveau-Mexique, pour se lancer dans des activités minières tout en travaillant comme géomètre minier. Il gère et finit par acheter la Carrizozo Cattle Ranch Company. En 1881, il devient géomètre minier adjoint des États-Unis pour le Nouveau-Mexique et commence à s'impliquer en politique, au sein du Parti démocrate.

### Carrière politique
McDonald est évaluateur du comté de Lincoln de 1885 à 1887. En 1891, il est élu à la Chambre des représentants territoriale du Nouveau-Mexique. Il se marie avec Francis J. McCourt le 31 août 1891. Le couple eut cinq enfants. De 1895 à 1897, il préside la commission du comté de Lincoln. Il fait également partie du New Mexico Cattle Sanitary Board de 1905 à 1911 et préside le Comité central démocrate territorial en 1910.
McDonald est élu le premier gouverneur de l'État du Nouveau-Mexique le 7 novembre 1911. Durant son mandat, plusieurs lois sur les conditions de travail sont promulguées, la structure du gouvernement de l'État est mise en place, et des mesures sont prises contre les raids de bandits mexicains.
Après son mandat, McDonald est nommé administrateur des combustibles du Nouveau-Mexique, un poste qu'il occupa jusqu'à sa mort de la néphrite à El Paso, le 11 avril 1918. Il repose au Cedarvale Cemetery à White Oaks, au Nouveau-Mexique.